# Перелёшино
Перелёшино — посёлок в Панинском районе Воронежской области России.
Административный центр Красненского сельского поселения.

## Население
| 2000 | 2002  | 2005  | 2010  |
| ---- | ----- | ----- | ----- |
| 2458 | ↗3848 | →3848 | ↗3964 |

## Улицы
| - ул. 50 лет Октября, - ул. 70 лет Октября, - ул. Гагарина, - ул. Железнодорожная, | - ул. Куцыгина, - ул. Луговая, - ул. Майская, - ул. Мира. |

## История
Посёлок возник вокруг усадьбы Александра Дмитриевича Перелешина. В 1887 году в нём постоянно проживало 89 человек. 
В 1897 году недалеко от усадьбы прошла железнодорожная ветка (Графская - Анна). После этого станция и посёлок стали называться Перелëшино.
В 1914 году на денежные средства Дмитрия Александровича Перелешина, сына Александра Дмитриевича,  была открыта школа, которая функционирует до сих пор. Новое здание школы рядом со старым было построено в 1977 году. В Первую Мировую в посёлке располагался военный госпиталь.

## Инфраструктура
В посёлке расположена исправительная колония № 3 ФСИН России.